# ゴビール

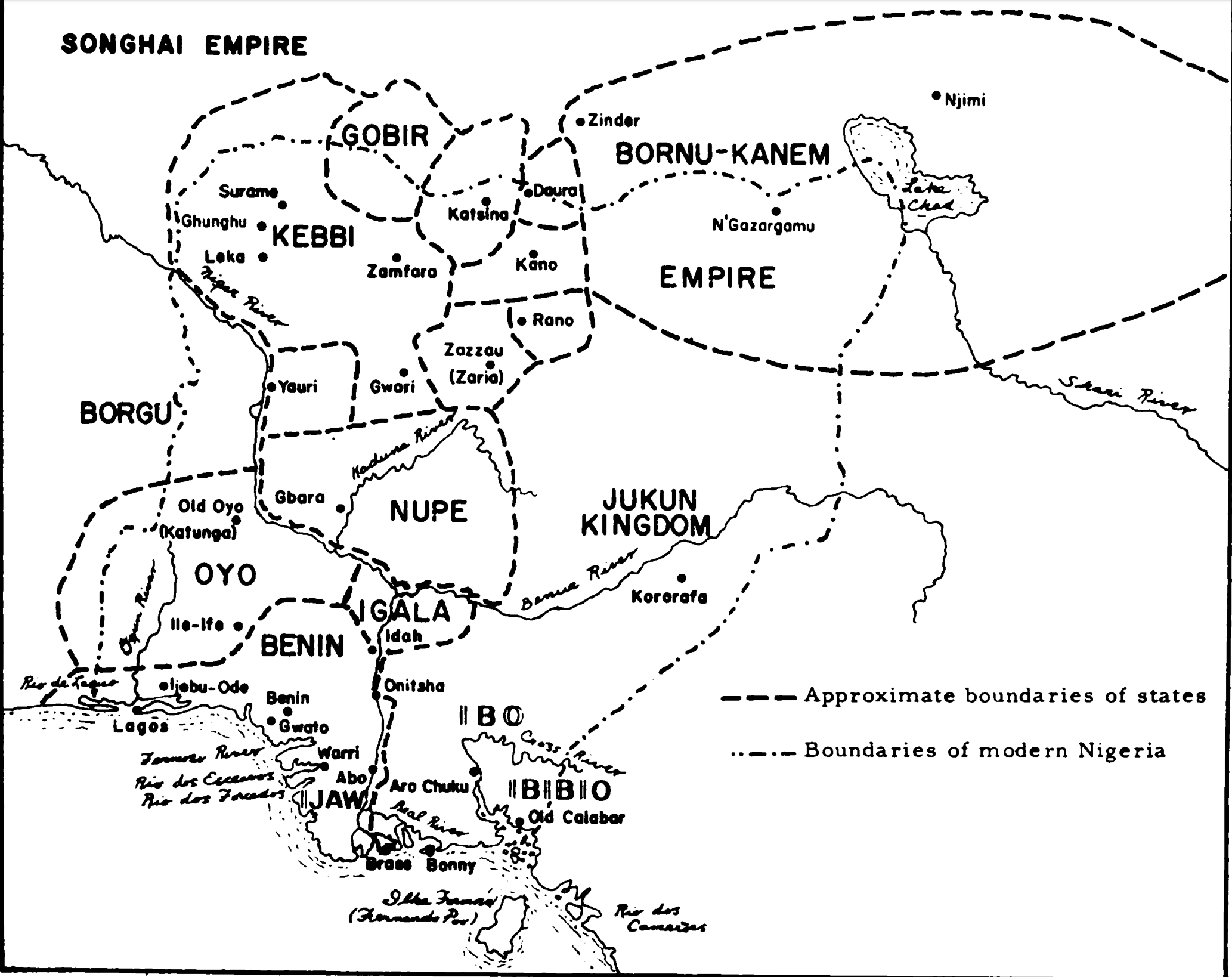
16世紀ナイジェリアのゴビール

ゴビール (住民の呼称: ゴビラワ)はナイジェリアにあった都市国家。ゴビールはハウサ人によって11世紀に建国された。ゴビールはハウサ諸王国のうち、最初に建国された七王国「ハウサ・バグワイ」のうちの一つであり、ハウサ人の支配下で700年近く続いた。ゴビールの首都はアルカラワだった。19世紀初頭、ゴビールの支配王朝はニジェールへと北遷し、対抗する王朝が「ゴビールのサルキン」(ゴビールのスルタン)としてティビリで発展した。1975年、伝統的なゴビールのスルタン国は再統一され、王はナイジェリアのサボン・ビリニに居を構えた。

## 歴史

### 黎明期
ゴビールはハウサ諸王国の原初からの7王国ハウサ・バグワイの一つであり、11世紀まで系譜を遡ることができる。ゴビール王家の根拠地はハウサランド北西部のアルカラワであった。

### フラニジハード
ゴビールは、特にフラニ人であり、イスラム教の改革者だったウスマン・ダン・フォディオの主要な敵として知られている。ゴビールの支配者バワは1774年にダン・フォディオをゴビール地域に招いたようで、ダン・フォディオは小さな町デゲルに居住し、説教を始めた。 ダン・フォディオは、バワの甥で後にバワの後継者となるユンファ（1803年-8年）の教育者としての役割を与えられたものの、ダン・ファディオはハウサの支配層による圧政、特に貧弱に課せられた負担を公然と批判した。
サルキン・ナファタ(1797年-98年) はバワによる寛容な政策を覆し、ダン・フォディオの信者が武装を強めることに恐怖を抱いた。続く二人の支配者は、抑圧的政策と、政策の緩和の間を揺れ動いた。
1803年に即位したユンファは、すぐに教育者だったダン・フォディオと対立して暗殺に失敗した後、ダン・フォディオとその信者をデゲルかグドゥへと追放した。 ダン・フォディオはこれに対し、遊牧民であるフラニ族を集めジハード軍を作り、フラニ戦争を始めた。 ゴビールと他のハウサ諸王国の軍隊は特にツントゥアの戦いで、当初勝利を収めたものの、ダン・フォディオは周辺部の領域を占領し続けた。 1808年10月、ダン・ファディオの軍隊はゴビールの首都アルカラワを占領し、サルキン・ユンファを殺害した。 その後、ゴビールは部分的にフラニ帝国に吸収された。

### 北遷
フラニジハードに対する抵抗は、サルキン・アリ・ダン・ヤクブやサルキン・マヤキによって北東部で続けられていた。ゴビールはカツィナのハウサ人支配者の助けを借りて、1836年にマラディの北10 kmのティビリにゴビールの新たな首都を築いた。同年、ゴビール・スルタン国がソコト帝国に対し反乱を起こすと、ムハメド・ベロはグワクケの戦いで反乱を鎮圧した。  現在のニジェールの一部となったティビリでは、ゴビールのハウサ人支配者による古くからの王朝が今日も存続している。ティビリの王朝と対立する分家は、ナイジェリアのソコトの北にあるサボン・ビリニが拠点である。
前のサルキン・ゴビール・ムハマド・バワは1975年から2004年までの間、サボン・ビリニを統治していた。